# Federazione Terrestre
La Federazione Terrestre (Earth Federation) è un'entità politica ed amministrativa immaginaria esistente nella saga dell'Universal Century della metaserie di Gundam, originariamente ideata da Yoshiyuki Tomino.

## Organizzazione
Organizzata sulla falsariga delle Nazioni Unite, la Federazione Terrestre è però assimilabile più ad una federazione sovrana di Stati che non ad una semplice organizzazione internazionale, dal momento che esercita direttamente il potere legislativo e quello esecutivo su tutto il territorio federale, che ricomprende l'intero pianeta Terra e le Colonie spaziali orbitanti, dislocate intorno ai cinque punti lagrangiani in sette aree dello spazio denominate Side. Non fanno parte della Federazione, pur essendovi strettamente legate, le città sovrane della Luna.

I massimi organi della Federazione sono l'Assemblea Generale elettiva, che a sua volta elegge un Presidente, ed il Consiglio di Sicurezza (indicato talvolta come Governo), espresso dall'Assemblea e dalle Forze Armate. La prima ha competenza legislativa e determina l'indirizzo politico generale, mentre il secondo si occupa della gestione operativa e sovraintende alle forze militari.

L'apparato militare è costituito dalle Earth Federation Forces (Forze Armate della Federazione Terrestre), organizzate in quattro armate: l'Earth Federation Ground Force (Esercito); l'Earth Federation Naval Force (Marina); l'Earth Federation Air Force (Aviazione); l'Earth Federation Space Force (Forza Spaziale), creata successivamente nell'anno 0059 UC.

La capitale della Federazione Terrestre, ove hanno sede i suoi organi principali, è cambiata più volte nel corso del tempo. Durante la Guerra di un anno, ad esempio, essa è stata provvisoriamente stabilita nella grande base militare di Jaburo. Successivamente, viene stabilita a Dakar, quindi dall'anno 0092 UC a Lhasa, ed infine ad Adelaide, in Australia. Durante le crisi del secondo secolo dell'era spaziale, per cercare di rendere meno evidente la distanza politica tra la Terra e la popolazione delle colonie spaziali, la capitale viene spostata nella città lunare di Von Braun.

## Storia
Non è chiaro quando sia stata effettivamente istituita la Federazione Terrestre, quel che è certo è che essa esisteva già da tempo all'epoca dell'entrata in vigore del nuovo calendario dell'Universal Century. Nell'anno 0001 UC, infatti, quando la crescita demografica aveva portato l'umanità a ben 9 miliardi di persone, l'Assemblea lanciò l'ambizioso programma di colonizzazione dello spazio, che prevedeva la costruzione di molteplici isole artificiali orbitanti in cui trasferire, anche forzatamente ove necessario, la maggior parte della popolazione terrestre.

Durante i due secoli in cui la Federazione governa la Sfera Terrestre, tuttavia, il malgoverno, la corruzione dilagante ed il razzismo dell'élite terrestre determinano una crescente insoddisfazione degli abitanti dello spazio, che sfocia a più riprese in conflitti devastanti, come la Guerra di un anno e la Guerra di Gryps nel primo secolo dell'UC, e le rivolte di Side 4 e Side 2 nel secondo secolo.

Nell'anno 0218 UC la Federazione Terrestre collassa in seguito al fallimento dell'estremo tentativo di riprendere il controllo delle colonie spaziali ribelli. Si instaura così un nuovo ordine, in cui le colonie si proclamano insediamenti (settlements) originari indipendenti, e gran parte dell'architettura istituzionale della vecchia Federazione viene ereditata dal CONSENT (Congress of Settlement Nations), che comprende i Side 2, 3, 5, 6, 7 e la Terra.